# 2025年3月中國大陸

## 3月7日
- 美國密蘇里州聯邦地區法院判決中國政府需為隱瞞及誤導2019冠状病毒病疫情承擔責任，需要賠償超過240億美元，密蘇里州檢察長表示會沒收中國在當地持有的資產，中方拒絕接受判決結果[1][2]。

## 3月27日
3月27日凌晨4时许，一名小伙在四川绵阳东津桥坠河，刚好途经此处的一名外卖员，立即下水施救。后在多方努力下，坠河小伙被成功救起，外卖员却不幸遇难,绵阳游仙区已按程序启动见义勇为认定工作，相关单位也在积极商讨刘应强的后事，同时派专人对其家属进行安抚，积极协调申请相关补助抚恤。